# Hrid Muljica more
Hrid Muljica more este o arie protejată (sit de importanță comunitară — SCI) din Croația întinsă pe o suprafață de 4,52 ha, integral marine.

## Localizare
Centrul sitului Hrid Muljica more este situat la coordonatele 43°28′44″N 16°00′11″E / 43.479°N 16.003°E.

## Înființare
Situl Hrid Muljica more a fost declarat sit de importanță comunitară în iulie 2013 pentru a proteja un număr necunoscut de specii din flora spontană și fauna sălbatică aflate în arealul zonei.

## Biodiversitate
Situată în ecoregiunile marină mediteraneană și mediteraneană, aria protejată conține 2 habitate naturale: Recifuri, Straturi cu Posidonia (Posidonion oceanicae).
La baza desemnării sitului se află un număr nedeclarat de specii protejate.